# 卡拉奇基夫齊
48°54′26″N 26°32′14″E / 48.90722°N 26.53722°E
卡拉奇基夫齊（烏克蘭語：Карачківці），是烏克蘭西部的村莊，隸屬赫梅利尼茨基州的卡緬涅茨-波多利斯基區。該村處於斯莫特里奇河畔，面積1.4平方公里，海拔高度225米，2001年人口231。